# Vila čp. 286 (Abertamy)
Vila čp. 286 v Hornické ulici se nachází v Abertamech v okrese Karlovy Vary. Byla prohlášena Ministerstvem kultury České republiky v roce 2008 kulturní památkou České republiky. 

## Historie
V období 1848–1850 založil v Abertamech strojovou výrobu rukavic Adalbert Eberhart. V roce 1892 založil vnuk Eberhartovy sestry Barnabas Zenker svou firmu. Výroba rukavic byla soustředěna do komplexu budov na Jáchymovské ulici čp. 132. Synové Zenkerovi, zdatní obchodníci a odborníci, v roce 1927 nechali postavit v Hornické ulici vilu, která byla později využívána k administrativním účelům. Po druhé světové válce byly Zenkerovy závody znárodněny a vila byla od roku 1959 využívána nově vzniklým Lesnickým odborným učilištěm v Abertamech.

## Stavební podoba
Vila je samostatně stojící budova zastřešená strmou valbovou střechou a sedlovými vikýři obytného podkroví. Tato dispozice odpovídá záznamům v pozemkové knize, že vila byla postavena už v roce 1921. Svůj vzhled získala přestavbou v roce 1927. Budova je členěna dvojicí nárožních polygonálních arkýřů a dlouhou prosklenou lodžií v patře, která je podpírána cihlovými sloupky. Okna v lodžii jsou v dřevěných rámech posuvná, v přízemí jsou vsazeny dekorativní mříže. Schodiště k hlavnímu vchodu kryje půlkruhová deska, která je předsunuta ze spodní římsy lodžie. Schodiště je ukončeno zídkou ze strany zahrady, zdobenou velkou dekorativní vázou. Fasáda po obvodu přízemí a patra je tvořena hladkou omítkou.
Kolem domu byla zahrada ohrazená omítnutou zdí s kruhovými okénky, v nichž byly dekorativní mříže. Ke zdi byla přistavěna jednoduchá pergola.

### Interiér
Na vstupní vestibul navazuje hala se schodištěm do patra v duchu tzv. Raumplanu. Obklad haly tvoří hnědý mramor v kombinací se světlými mramory u parapetní zídky schodiště. Schodiště v hale prosvětluje velké obdélné okno, halu velká trojdílná okna pod nimiž jsou umístěny květinové truhlíky se skleníkem uprostřed. Ze schodišťové haly se přes posuvné dveře vchází do koupelny obložené růžovým mramorem, s původní vanou a originálním masážním koutem. Následuje kuchyně s původním kachlovým sporákem, vestavěnými skříněmi a výdejním oknem do přilehlé prostorné jídelny s originálním nábytkem. Z haly je také vstup do prosklené lodžie. V polygonálním nárožním arkýři se nacházela pracovna s dekorativními svítidly. Pokoje, které se napojovaly na halu, byly vybaveny umývadly vestavěnými do skříní a vstupem na lodžii. Obytné podkroví má mansardové pokoje prosvětlené okny ve štítech a vikýřích.

## Galerie

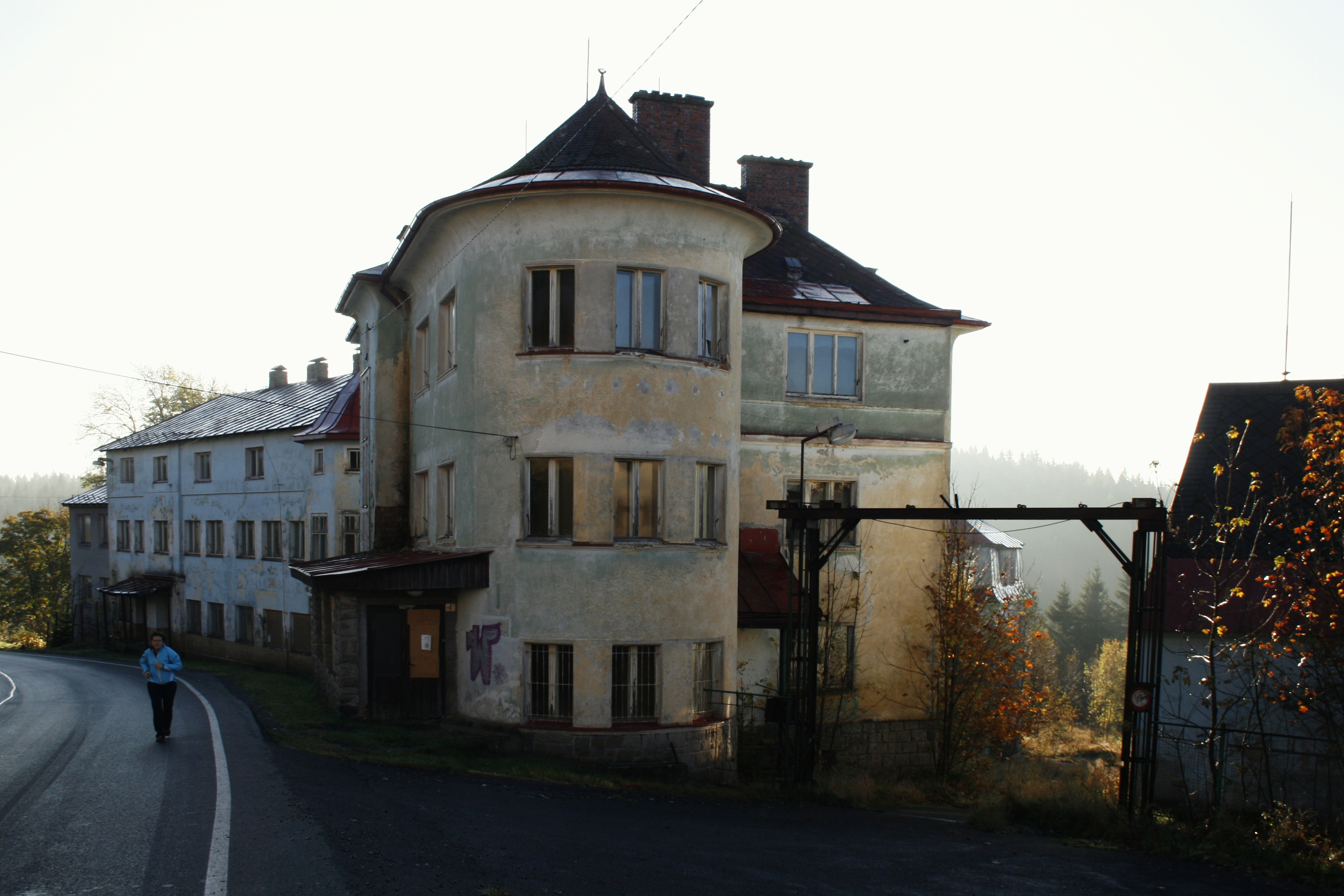
Rukavičkářské závody rodiny Zenkerů